# Saint-Eloy (Finistère)
Saint-Eloy település Franciaországban, Finistère megyében. Lakosainak száma 221 fő (2022. január 1.). Saint-Eloy Hanvec, Irvillac, Sizun és Le Tréhou községekkel határos.

## Népesség
A település népessége az elmúlt években az alábbi módon változott:
| Lakosok száma | 236  | 182  | 138  | 198  | 222  | 221  | 214  | 212  | 216  | 221  |
|               | 1968 | 1982 | 1990 | 2006 | 2013 | 2015 | 2017 | 2019 | 2020 | 2022 |